# Gabriel Heim

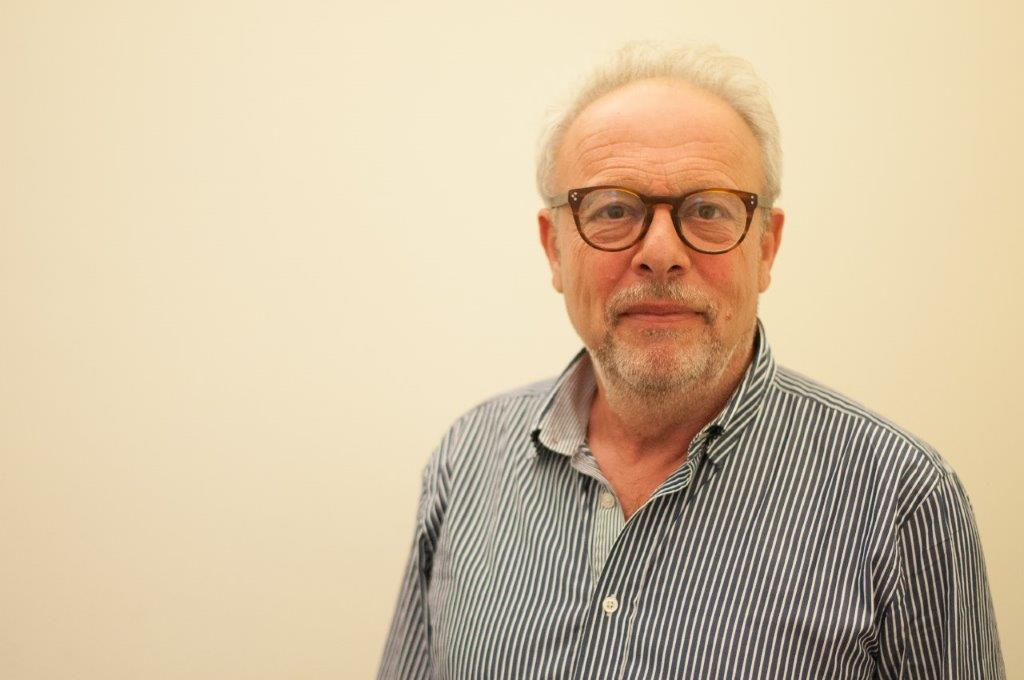
Gabriel Heim (2016)

Gabriel Heim (* 19. November 1950 in Zürich) ist ein Schweizer Publizist, Autor und Filmregisseur.

## Leben
Heim ist der Sohn von Schriftsteller Felix Gasbarra und Journalistin Ilse Heim-Winter. Nach der Matura studierte er Geschichte und Publizistik an der Universität Zürich. Von 1974 bis 1978 folgte ein Studium an der Hochschule für Fernsehen und Film München mit Abschluss im Studiengang Fernsehpublizistik und Dokumentarfilm. Später beteiligte sich Heim an der Gründung der „orkus-film, München“. Er arbeitete als Produzent und Autor von Dokumentarfilmen und Reportagen im Auftrag des Bayerischen Rundfunks und weiterer ARD-Sendeanstalten. Ab 1985 war er Redakteur und Reisekorrespondent beim Schweizer Fernsehen, Zürich. 1989 bis 1990 beim European Business Channel in Zürich. 1992 folgte die Tätigkeit als Abteilungsleiter, Fernsehen im Bereich Wirtschafts- und Sozialpolitik beim Westdeutschen Rundfunk, Köln.
Ab 1996 war er Leiter Programmmanagement, 2001 war Heim Programmchef von WDR-Fernsehen. In seiner Amtszeit  wurde im WDR das erste Programmcontrolling eines ARD-Senders aufgebaut und u. a. die Sendungen „Zimmer Frei“ und „Hart aber fair“ entwickelt. 2003 wurde Heim vom Rundfunkrat des Rundfunks Berlin Brandenburg zum Gründungsdirektor des rbb-Fernsehens gewählt. In dieser Funktion verantwortete er auch die Fusion des Senders Freies Berlin (SFB) und des Ostdeutschen Rundfunks Brandenburg (orb) zum rbb-Fernsehen (Sendestart: 29. Februar 2004). 2008 verliess Heim den rbb, um wieder als freiberuflicher Autor und Regisseur tätig zu werden. Seit 2012 lebt und arbeitet Heim in Basel.

## Werke

### Filmdokumentationen (ab 2009)
- "Transit Berlin – Heimatlose Juden in der Stunde Null" (D 2009)
- "From Hell to Hope" (D/USA 2009)
- "Kiss me – I am Jewish" (D 2011)
- "Männerwelten nach Fahrplan" (CH 2014)
- "Kriegsende! Der 8. Mai 1945 in der Schweiz" (CH 2015)
- "Countdown im Basistunnel" (CH 2016)
- "Wir waren die Tschinggeli, junge Italienerinnen in der Nachkriegszeit" (CH 2016)
- "Frühling der Revolten: Erinnerungen an Mai 68" (CH 2018)

### Publikationen
- Ich will keine Blaubeertorte, ich will nur raus. Eine Mutterliebe in Briefen (Quadriga Verlag, Berlin 2013)
- Bleib mir gesund und versuche, Deine Mutter zu retten (Radiodokumentation D/CH 2012)
- Angekummen in Berlin, die vergessenen Shtetels der Stunde Null (Radiodokumentation D 2010)
- Letzter Anker Hafenbecken II – Bericht einer Irrfahrt in Zeiten der Verdunkelung (Radiodokumentation SRF Kultur 2018)
- Diesseits der Grenze – Lebensgeschichten aus den Akten der Fremdenpolizei (Christoph Merian Verlag, Basel 2019)
- Wer sind Sie denn wirklich, Herr Gasbarra? Eine Vatersuche auf zwei Kontinenten. Edition Raetia, Bozen 2023. ISBN 978-88-7283-899-0.

### Projekte
- Das Festival für Wissenschaft und Film "science and fiction", seit 2016 in Basel.
- Themenwoche Spurensuchen: Theater – Gespräch – Lesung  im Philosophicum / Basel 2016
- magnet basel – 5 Ausstellungen zur Migrationsgeschichte der Stadt Basel 1917–1960 / Basel 2017